# Kalāteh-ye Pīāleh
Kalāteh-ye Pīāleh (persiska: کلاته پیاله) är en ort i Iran.   Den ligger i provinsen Nordkhorasan, i den nordöstra delen av landet, 600 km öster om huvudstaden Teheran. Kalāteh-ye Pīāleh ligger 1 503 meter över havet och antalet invånare är 209.
Terrängen runt Kalāteh-ye Pīāleh är huvudsakligen kuperad, men norrut är den bergig. Runt Kalāteh-ye Pīāleh är det ganska glesbefolkat, med 30 invånare per kvadratkilometer. Närmaste större samhälle är Esfarāyen, 7,3 km sydväst om Kalāteh-ye Pīāleh. Trakten runt Kalāteh-ye Pīāleh består i huvudsak av gräsmarker.